# Riom-Parsonz
Riom-Parsonz foi uma comuna da Suíça, no Cantão Grisões, com cerca de 334 habitantes. Estendia-se por uma área de 56,04 km², de densidade populacional de 6 hab/km². Confinava com as seguintes comunas: Ausserferrera, Cunter, Innerferrera, Mon, Mulegns, Salouf, Savognin, Tiefencastel.
A língua oficial nesta comuna era o Romanche.

## História
Em 1 de janeiro de 2016, passou a formar parte da nova comuna de Surses.